# Tillandsia 'Cooroy'
Tillandsia 'Cooroy' es un cultivo híbrido del género Tillandsia perteneciente a la familia  Bromeliaceae.
Es un híbrido creado en el año 1997 con las especies Tillandsia aeranthos × Tillandsia stricta.